# GBS 58 … 1195
Die auch als „Convertible Cars“ (Wechselwagen) bezeichneten Beiwagen mit den Nummern 58 … 1195 der Großen Berliner Straßenbahn (GBS) waren eine Serie von insgesamt 130 Beiwagen, die zwischen 1902 und 1904 ausgeliefert wurden. Einen weiteren Wagen erhielt die Westliche Berliner Vorortbahn (WBV), die ihn unter der Nummer 178 einreihte.

## Geschichte
Bei den „Convertible Cars“ handelte es sich um die zweite für den elektrischen Betrieb der GBS beschaffte Beiwagenserie. Die Wagen bauten auf den 1898 bis 1900 ausgelieferten Sommerwagen der GBS auf. Anders als diese waren die neuen Wagen für einen ganzjährigen Betrieb vorgesehen. Während die Wagen in den Sommermonaten offen fuhren, wurden für die kalte Jahreszeit die Fenster eingesetzt. Die Wagen hatten offene Einstiegsplattformen und waren in dem Farbschema der GBS (tannengrün/elfenbein) lackiert.
| Baujahr | Nummer (GBS / WBV) | Nummer (BSt) | Anz. Fenster |
| ------- | ------------------ | ------------ | ------------ |
| 1902    | 1154II–1163II      | 1188–1197    | 8            |
| 1902    | 1186–1195          | 1208–1217    | 8            |
| 1903    | 1176–1185          | 1198–1207    | 6            |
| 1903/04 | 58II–157II         | 1088–1187    | 8            |
| 1904    | 178                | 1218         | 6            |

Der Betrieb mit den Wagen erwies sich wie bei den später konstruierten Sommer-Winter-Wagen als umständlich, da die Fahrzeuge zweimal im Jahr wegen des Umbaus nicht zur Verfügung standen. Die Berliner Straßenbahn (BSt) als Nachfolgegesellschaft der GBS ging daher den Schritt, die Wagen im Jahr 1926 mit geschlossenen Plattformen zu versehen sowie dauerhafte Fenster einzusetzen. Zu Testzwecken wurden darüber hinaus einige Beiwagen, darunter 1097 (ex GBS 67II) und 1106 (ex GBS 76II), zu Triebwagen umgebaut. Diese erhielten abgeknickte Rollenstromabnehmer, Liniennummerkästen sowie Richtungsschilder.
In der zweiten Hälfte der 1920er Jahre musterte die Berliner Straßenbahn-Betriebsgesellschaft die Wagen mit der Zuführung von Neufahrzeugen schrittweise aus. Ein Teil der ausgemusterten Fahrzeuge soll als Arbeitswagen weiterverwendet worden sein. 1934 erhielten verbliebene Wagen gemäß dem BVG-Typenschlüssel die Bezeichnung B 03/26. Im Mai gleichen Jahres wurden die letzten 63 Beiwagen in einer Kleingartenkolonie der BVG in der Cyclopstraße in Wittenau als Sommerlauben aufgestellt. Die letzten Wagen wurden dort 1986 entfernt. Der Wagenkasten 1103 (ex GBS 74II) wurde 1989 in Wilhelmsruh ausfindig gemacht, wo er als Schuppen diente. Er konnte unter Zuhilfenahme des Märkischen Museums, die dem Besitzer ersatzweise einen Blechschuppen zur Verfügung stellte, geborgen werden. Der Wagen befindet sich seitdem in der Fahrzeugsammlung des DVN Berlin und wartet auf seine Aufarbeitung.